# Arado Ar 196
Arado Ar 196 var ett enmotorigt tyskt sjöflygplan, som togs i tjänst hösten 1939. Det användes främst för spaning men kunde även fungera som attack- och ubåtsjaktflygplan. Under andra världskriget var planet den tyska marinens standardflygplan.
År 1933 efterfrågande den tyska marinen ett nytt flygplan. Det blev Reichsluftfahrtministerium som utlyste en tävling och kom då fram till att Heinkel He 60 var ett bra val. Men under 1935 blev det allt mer klart att det planet inte fungerade som tänkt. Man bytte därför till Heinkel He 114, men även detta plan visade sig (främst på grund av motorn) vara otillräckligt. Det hade alltför kort räckvidd. Eftersom en ny motor hade börjat producerats för planet, BMW 132, så beslöt man behålla motorn men byta ut planet. Även om modell 132 var bättre användes även en funktions- och storleksmässigt mycket lik motor Bramo 323 i planet. Tävlingen utlystes i oktober 1936, bidrag kom in från Arado, Dornier, Gotha, och Focke-Wulf med resultatet att Arado vann kontraktet. Deras design hade endast ett par vingar, vilket medförde högre fart. Den togs i bruk november 1938 och flög första gången maj 1937. En tidig pilot var Walter Blume. Under åren utvecklades fem olika modeller V1, V2 eller A1, A2 och så vidare. Den aerodynamiskt förbättrade versionen Ar 196C kom aldrig i produktion.
Det kom att byggas 541 st flygplan av modellen, som användes av Tyskland, Finland och Bulgarien och under en kort tid Sverige (Sjöflygflottiljen F 2 detachment i Karlskrona, F 2K, beläget på Stumholmen). När kriget var över såldes de till Sverige, Rumänien, Spanien och Norge som även tog plan i krigsbyte. (Norge köpte genom AB Continent Agenture).

## Trivia
- Slagskeppet Bismarck var utrustat med fyra stycken Ar 196.
- Flygplanet förekommer i Tintin-albumet Den mystiska stjärnan.